# Matheus Oliveira
Matheus Oliveira Santos (San Paolo, 28 settembre 1997) è un calciatore brasiliano, centrocampista dell'FC Anyang.

## Caratteristiche tecniche
È un trequartista.

## Carriera
Cresciuto nel settore giovanile del Santos, debutta in prima squadra il 30 marzo 2017 in occasione dell'incontro del Campionato Paulista vinto 3-1 contro il Grêmio Novorizontino; il 17 settembre seguente esordisce anche in Série A nel match contro il Botafogo perso 2-0.
Negli anni seguenti gioca principalmente in Série B con le maglie di Guarani, Ponte Preta, Oeste e Brasil de Pelotas; nel 2021 viene acquistato dall'Atl. Goianiense facendo così ritorno nella massima divisione brasiliana.

## Statistiche

### Presenze e reti nei club
Statistiche aggiornate al 26 maggio 2021.
| Stagione        | Squadra           | Campionato      | Campionato | Campionato | Coppe nazionali | Coppe nazionali | Coppe nazionali | Coppe continentali | Coppe continentali | Coppe continentali | Altre coppe | Altre coppe | Altre coppe | Totale | Totale |
| Stagione        | Squadra           | Comp            | Pres       | Reti       | Comp            | Pres            | Reti            | Comp               | Pres               | Reti               | Comp        | Pres        | Reti        | Pres   | Reti   |
| --------------- | ----------------- | --------------- | ---------- | ---------- | --------------- | --------------- | --------------- | ------------------ | ------------------ | ------------------ | ----------- | ----------- | ----------- | ------ | ------ |
| 2017            | Santos            | A1/SP+A         | 1+1        | 0          | CB              | 0               | 0               |                    | -                  | -                  |             | -           | -           | 2      | 0      |
| 2018            | Red Bull Brasil   | A1/SP           | 8          | 1          |                 | -               | -               |                    | -                  | -                  |             | -           | -           | 8      | 1      |
| 2018            | Guarani           | A1/SP+B         | 0+22       | 2          | CB              | 0               | 0               |                    | -                  | -                  |             | -           | -           | 22     | 2      |
| 2019            | Ponte Preta       | A1/SP+B         | 13+4       | 0          | CB              | 1               | 0               |                    | -                  | -                  |             | -           | -           | 18     | 0      |
| 2019            | Oeste             | A1/SP+B         | 0+21       | 0          | CB              | 0               | 0               |                    | -                  | -                  |             | -           | -           | 21     | 0      |
| 2020            | Oeste             | A1/SP+B         | 7+1        | 0          | CB              | 1               | 0               |                    | -                  | -                  |             | -           | -           | 9      | 0      |
| 2020            | Brasil de Pelotas | PD/RS+B         | 0+30       | 6          | CB              | 0               | 0               |                    | -                  | -                  |             | -           | -           | 30     | 6      |
| 2021            | Atl. Goianiense   | PD/GO+A         | 7+0        | 1+0        | CB              | 1               | 0               | CS                 | 2                  | 0                  |             | -           | -           | 10     | 1      |
| Totale carriera | Totale carriera   | Totale carriera | 115        | 10         |                 | 3               | 0               |                    | 2                  | 0                  |             | -           | -           | 120    | 10     |

## Palmarès

### Club

#### Competizioni nazionali
- Campeonato Brasileiro Série C: 1

Mirassol: 2022
- K League 2: 1

Anyang: 2024